# Цирубин, Дмитрий Малахович
Дмитрий Малахович Цирубин (белор. Дзмітрый Малахавіч Цырубін; 15 мая 1916 — 6 марта 1996) — командир танкового батальона 15-й гвардейской танковой Речицкой бригады, полковник. Герой Советского Союза (24.03.1945).

## Биография
Дмитрий Малахович Цирубин родился 15 мая 1916 года в деревне Титовка (ныне Климовичского района Могилёвской области) Беларусь в крестьянской семье. Белорус. Окончил 8 классов, совпартшколу. Работал счетоводом в совхозе.
В РККА с 1937 года. Член ВКП(б) с 1939 года. Участник советско-финкой войны 1939—1940 годов, освободительного похода советских войск в Бессарабию в 1940 году. В 1941 году окончил Одесское Военно-политическое училище.
На фронтах Великой Отечественной войны с 1941 года. В 1944 году окончил Высшие офицерские бронетанковые курсы. Командир танкового батальона 15-й гвардейской танковой бригады (1-й гвардейский танковый корпус, 65-я армия, 1-й Белорусский фронт) гвардии майор Д. М. Цирубин, с передовыми подразделениями бригады, форсировал 5 сентября 1944 года реку Нарев. В боях за расширение и удержание плацдарма в районе населённого пункта Карневек, расположенного севернее польского города Сероцк, Цирубин Д. М. умело организовал атаку опорного пункта противника, нанеся ему значительный урон в живой силе и технике.
Указом Президиума Верховного Совета СССР от 24 марта 1945 года, за образцовое выполнение боевых заданий командования на фронте борьбы с немецко-фашистским захватчиками и проявленные при этом мужество и героизм гвардии майору Цирубину Дмитрию Малаховичу присвоено звание Героя Советского Союза.
После войны продолжал службу в армии. В 1951 году окончил Высшую офицерскую школу самоходной артиллерии. В 1956 году ушёл в отставку в звании полковника.
Жил в городе Николаеве на Украине. Умер 6 марта 1996 года.

## Награды и звания
- Звание Герой Советского Союза (Указ Президиума верховного Совета СССР от 24 марта 1945 года):
  - орден Ленина № 32431,
  - медаль «Золотая Звезда» № 5500;
- орден Красного Знамени № 111759 (приказ Военного совета 1-го Белорусского фронта № 032/н от 20 июля 1944 года);
- орден Красного Знамени № 205592. (приказ Военного совета 2-го Белорусского фронта № 025/н от 30 марта 1945 года);
- орден Отечественной войны I степени (Указ Президиума Верховного Совета СССР от 11 марта 1985 года);
- Медаль «За отвагу» (Указ Президиума Верховного Совета СССР от 1 мая 1940 года);
- медаль «За боевые заслуги» (№ 3183628);
- медаль «За победу над Германией в Великой Отечественной войне 1941—1945 гг.» (Указ Президиума Верховного Совета СССР от 9 мая 1945 года);
- медали СССР.